# Eddie Newton
Edward John Ikem „Eddie“ Newton (* 13. Dezember 1971 in Hammersmith) ist ein ehemaliger englischer Fußballspieler und aktueller -trainer. Als defensiver Mittelfeldspieler war er vor allem in der Premier League der 1990er-Jahre für den FC Chelsea aktiv. Mit den „Blues“ gewann er 1997 den FA Cup sowie im Jahr darauf den Ligapokal und den Europapokal der Pokalsieger.

## Sportlicher Werdegang

### Aktive Spielerkarriere
Newton durchlief die Jugendabteilungen des FC Chelsea und nach der Beförderung in den Profikader im Mai 1990 sollte er im April 1991 gegen Luton Town zu seinem ersten Erstligaeinsatz kommen – wie auch seine guten Freunde Frank Sinclair und Andy Myers. Eine Handverletzung verhinderte jedoch sein Mitwirken, so dass er mehr als ein Jahr auf die nächste Bewährungschance warten musste. Mit einer mehrmonatigen Leihe beim damals viertklassigen Cardiff City nach der Jahreswende 1991/92 debütierte er als Ersatz für Graeme Le Saux als Linksverteidiger am letzten Spieltag der Saison 1991/92 beim FC Everton (1:2). In der folgenden ersten Premier-League-Saison 1992/93 fasste er immer Fuß in der Mannschaft. Nach zwei anfänglichen Einwechslungen war er als rechter Mittelfeldspieler in der Partie bei Sheffield Wednesday in der Startelf und steuerte ein Tor zum 3:3-Remis bei. Gleich im nächsten Auswärtsspiel gegen Aston Villa überzeugte er ein weiteres Mal auf dem Flügel und legte mit seinem Tor zum 2:1 den Grundstein für den 3:1-Erfolg. Im Verlauf der Spielzeit 1992/93 kündigte sich aber bereits an, dass er ein Opfer seiner Vielseitigkeit wurde, die es erschwerte, Stammspieler auf einer bestimmen Position zu werden. Bei seinen 36 Einsätzen agierte er auf vier verschiedenen Positionen, darunter sogar im Sturm.
Der Trainerwechsel im Sommer 1993 zu Glenn Hoddle markierte einen Meilenstein in Newtons Entwicklung. Ab Ende August 1993 war er Stammspieler im Mittelfeld, während Hoddle mit einer „Raute“ im Mittelfeld experimentierte. Die defensive Rolle übernahm zunächst Mal Donaghy, aber im Verlauf der Saison 1993/94 zeigte sich Newton mit stabilen Leistungen als bessere Lösung dar. Er galt fortan als das damals größte Talent aus den eigenen Reihen und die heimische Presse zog Vergleiche mit dem Ex-Spieler Alan Hudson, der sich im Mittelfeld ebenfalls durch eine gute Spielübersicht ausgezeichnet hatte. Mit dem Erreichen des 1994er Endspiels im FA Cup gelang ein erster Achtungserfolg, wenngleich das Finale enttäuschend mit einer 0:4-Niederlage gegen Manchester United endete und Newton nach der torlosen ersten Halbzeit einen Elfmeter verschuldet hatte. Newtons positive sportliche Entwicklung zwischen 1992 und 1994 hatte auch mit den verletzungsbedingten Ausfällen von Nigel Spackman zu tun, der sich zur Saison 1994/95 fit meldete und plötzlich Newton aus der Startformation verdrängte. Er schoss in der Spielzeit lediglich ein einziges Tor am Boxing Day gegen Manchester United (2:3) und während Chelseas Form in der Meisterschaft durchwachsen war, steuerte Newton mit regelmäßigen Einsätzen im Europapokal der Pokalsieger zum Erreichen des Halbfinals bei – sein Mitwirken dort hatte jedoch eine Verletzung aus einer Partie im März gegen Leeds United verhindert. Auch in der Saison 1995/96 kam Newton oft nicht über die Rolle des Ergänzungsspielers hinaus; seine besten Leistungen zeigte er im Zusammenspiel mit Ruud Gullit, der im offensiven Mittelfeld ermöglichte, dass Newton seine Stärken in der zentral-defensiven Rolle besser ausüben konnte.
Obwohl sich Newton nach einem Zusammenprall mit dem eigenen Torhüter Kevin Hitchcock ein Bein brach und der im Sommer neu verpflichtete Roberto Di Matteo für zusätzliche Konkurrenz im Mittelfeld sorgte, besserte sich seine sportliche Perspektive mittelfristig. Nach seiner vollständigen Genesung im März 1997 untermauerte er seinen Platz im neu zusammengestellten Mittelfeld mit Di Matteo und Dennis Wise für den Rest der Saison 1996/97, an deren Ende mit dem Gewinn des FA Cups der erste sportliche Höhepunkt in Newtons Karriere stand. Im Finale gegen den FC Middlesbrough schoss Di Matteo die „Blues“ nach nur 42 Sekunden in Führung und in der 83. Minute sorgte Newton für den 2:0-Endstand. Da er zu Beginn der Saison 1997/98 weitere Verletzungsprobleme hatte, etablierte sich mit dem Neuzugang Gustavo Poyet, sowie Di Matteo, Wise und Dan Petrescu eine neue Mittelfeldformation. Diese agierte derart überzeugend, dass für Newton scheinbar kein Platz mehr war. Poyet riss sich dann aber Mitte Oktober 1997 das Kreuzband, so dass sich dadurch die Gelegenheit für Newtons Rückkehr ergab. Diese war nicht von Dauer, was auch daran lag, dass der zum Trainer beförderte Gullit entlassen worden war und sein Nachfolger Gianluca Vialli zunächst auf ein Dreier-Mittelfeld im 4-3-3-System setzte. Im Europapokal der Pokalsieger war Newton Teil der Mannschaft, die im Viertelfinale mit einem 2:1-Auswärtssieg gegen Betis Sevilla überzeugte und kurz darauf kehrte Vialli zur 4-4-2-Formation zurück (mit Newton als „Sechser“). Er war an einem weiteren 2:0-Finalsieg gegen den FC Middlesbrough beteiligt, nunmehr im Ligapokal 1998, dem sich ein „Kraftakt“ im Europapokal-Halbfinale anschloss, bei dem Chelsea einen 2-Tore-Rückstand gegen Vicenza Calcio aufholte und noch mit insgesamt 3:2 nach Hin- und Rückspiel gewann. Das Finale gegen den VfB Stuttgart war der Zeitpunkt von Poyets Rückkehr und sein Einsatz in der Startelf verhinderte zunächst Newtons Mitwirken. Beim Stand von 1:0 wurde er dann in der 80. Minute für Poyet eingewechselt und half dabei, den Gewinn des Europapokals zu sicheren.
Im Sommer 1998 nahm Chelsea hochkarätige Investitionen für den Kampf um die Meisterschaft vor. Die Neuzugänge Marcel Desailly, Albert Ferrer, Brian Laudrup und Pierluigi Casiraghi ergänzten den bereits prominenten Kader, so dass wenig namhafte Akteure wie Newton mehr und mehr in Vergessenheit gerieten. Dazu forderten seine Verletzungen Tribut. Nach nur sieben Premier-League-Auftritten in der Saison 1998/98 (nur einmal in der Startelf) wechselte Newton im Juli 1999 ablösefrei zum Zweitligisten Birmingham City. Nach einem Jahr in Birmingham ließ er bei niederklassigen Klubs wie Oxford United, dem FC Barnet und dem FC Hayes die aktive Laufbahn ausklingen. Im Jahr 2001 verkündete er im Alter von nur 29 Jahren seinen Rücktritt aufgrund einer Knieverletzung.

### Traineraktivitäten
Im Juli 2008 heuerte Newton als Assistent von Roberto Di Matteo bei den Milton Keynes Dons an. Er folgte im Jahr darauf Di Matteo, als dieser die Cheftrainerrolle bei West Bromwich Albion übernahm. Nachdem er gemeinsam mit seinem Ex-Mitspieler „WBA“ im Januar 2011 verlassen hatte, schloss sich Newton im März 2012 seinem Ex-Klub Chelsea an und arbeitete im Trainerstab ein weiteres Mal unter Di Matteo, der zunächst auf interimistischer Basis den scheidenden André Villas-Boas ersetzte. In der kurzen Zeit als Kotrainer unter Di Matteo gewann Chelsea den FA Cup und die Champions League. Es folgten zwei weitere Engagements beim Ex-Klub unter Guus Hiddink (ab 2015) und Frank Lampard (ab 2019). Im Februar 2020 entschloss er sich im Trainerstab des türkischen Erstligisten Trabzonspor zu arbeiten, bei dem Ex-Chelsea-Spieler wie John Obi Mikel und Daniel Sturridge im Kader standen.
Im August 2020 wurde Newton zum Cheftrainer von Trabzonspor befördert, nachdem er zuvor als Interimstrainer den türkischen Pokal gewonnen hatte. Diese Episode endete jedoch vorzeitig Ende Oktober 2020 mit seiner Entlassung in Folge einer Serie von sieben Spielen und nur einem Sieg dabei. Ende November 2021 unterschrieb er bei Istanbul Başakşehir einen Vertrag als Sportdirektor mit den Verantwortungsbereichen Scoutingabteilung, Leihspieler, Integration zwischen Jugendabteilung und A-Mannschaft sowie Organisation des Klubs auf internationaler Ebene und Koordination der Beziehungen zu anderen Vereinen.

## Titel/Auszeichnungen

### Als Spieler
- Europapokal der Pokalsieger (1): 1998
- Europäischer Super Cup (1): 1998 (ohne Einsatz)
- Englischer Pokal (1): 1997
- Englischer Ligapokal (1): 1998

### Als Trainer
- Türkischer Pokal (1): 2020